# Gweilo
Gweilo, manchmal auch Gwailo (kantonesisch 鬼佬 Pinyin guĭlăo Jyutping gwai2lou2 IPA (kantonesisch) kwɐɪ35ləʊ35), ist eine kantonesische Bezeichnung für Europäer sowie Menschen europäischer Abstammung aus anderen westlichen Staaten.

## Begriff
Die wörtliche Übersetzung bedeutet „Geistermensch“, oder besser „geisterhafte (bleiche) Person / Leute“, und entstand aus der Beschreibung der hellen Haut sowie der blonden oder roten Haare und der grünen oder blauen Augen vieler Europäer. Der umgangssprachliche Begriff wurde anfänglich fälschlicherweise mit „weißer Teufel“ übersetzt und entstand Mitte des 19. Jahrhunderts, als die europäischen Staaten immer mehr in China Fuß fassten und später auch Teile Chinas als Kolonialmächte beherrschten.
Der Begriff wird außerhalb des kantonesischen Sprachraums meistens als diskriminierend und beleidigend betrachtet. Aufgrund von Unterschieden in der sprachlichen Nutzungsgewohnheit und zusätzlichen Bedeutungen des Schriftzeichens „鬼“, gwei / gwai im Kantonesischen verglichen zum Chinesischen kann der Begriff leicht ohne eine derartige Intention eine negative Konnotation bewirken und zu Missverständnissen führen, insbesondere für Menschen außerhalb des kantonesischen Sprachgebiets mit anderem sprachlichen und kulturellen Hintergrund. Eine neutrale Alternative ist der Begriff Saijan (chinesisch 西人, Pinyin xīrén, Jyutping sai1jan4 – „Menschen des Westens, Menschen aus dem Westen“). Dies ist ein älterer historischer Begriff aus dem Chinesischen (Standardchinesischen), der heute im Kantonesischen umgangssprachlich noch existiert, aber im Hochchinesischen nur noch veraltet, schriftsprachlich, auftaucht.
Im Hochchinesischen entsprechen ihm Begriffe wie Changbizi (長鼻子 / 长鼻子,  cháng bízi – „Langnase“) bzw. Dabizi (大鼻子,  dà bízi – „Großnase“).

## Varianten
Gweilo ist der am häufigsten gebrauchte Begriff, aber es gibt auch verschiedene Varianten:
- Für westliche Frauen: Gwaipo (kant. 鬼婆 Pinyin guǐpó Jyutping gwai2po4 „Geisterfrau“)
- Für westliche Jungen: Gwaizai (kant. 鬼仔 Pinyin guǐzǐ Jyutping gwai2zai2, „Geisterjunge“)
- Für westliche Mädchen: Gwaimui (kant. 鬼妹 Pinyin guǐmèi Jyutping gwai2mui1, „Geistermädchen“)

## Weitere Verwendung
Aufgrund der häufigen Benutzung des Begriffes gwei hat er mittlerweile die Bedeutung für Ausländer angenommen.
Dabei werden häufig folgende Begriffe benutzt:
- Für weiße Ausländer: baak gwai (kant. 白鬼 Pinyin báiguǐ Jyutping baak6gwai2, „weißer Geist“)
- Für schwarze Ausländer (Person of Color): hak gwai (kant. 黑鬼 Pinyin hēiguǐ Jyutping hak1gwai2, „schwarzer Geist“)